# Afroboletus luteolus
Espèce
Afroboletus luteolus est une espèce de champignons basidiomycètes de la famille des Boletaceae. Elle est commune des forêts claires d'Afrique tropicale et pousse au pied des arbres du genre Uapaca durant la saison humide. Comme les bolets, c'est un champignon à tubes. On la reconnaît aux flocons clairs à pointe noire qui recouvrent son chapeau et son voile et lui donnent une apparence écailleuse. Elle est reconnue comme comestible dans plusieurs pays d'Afrique australe.

## Taxinomie et dénominations

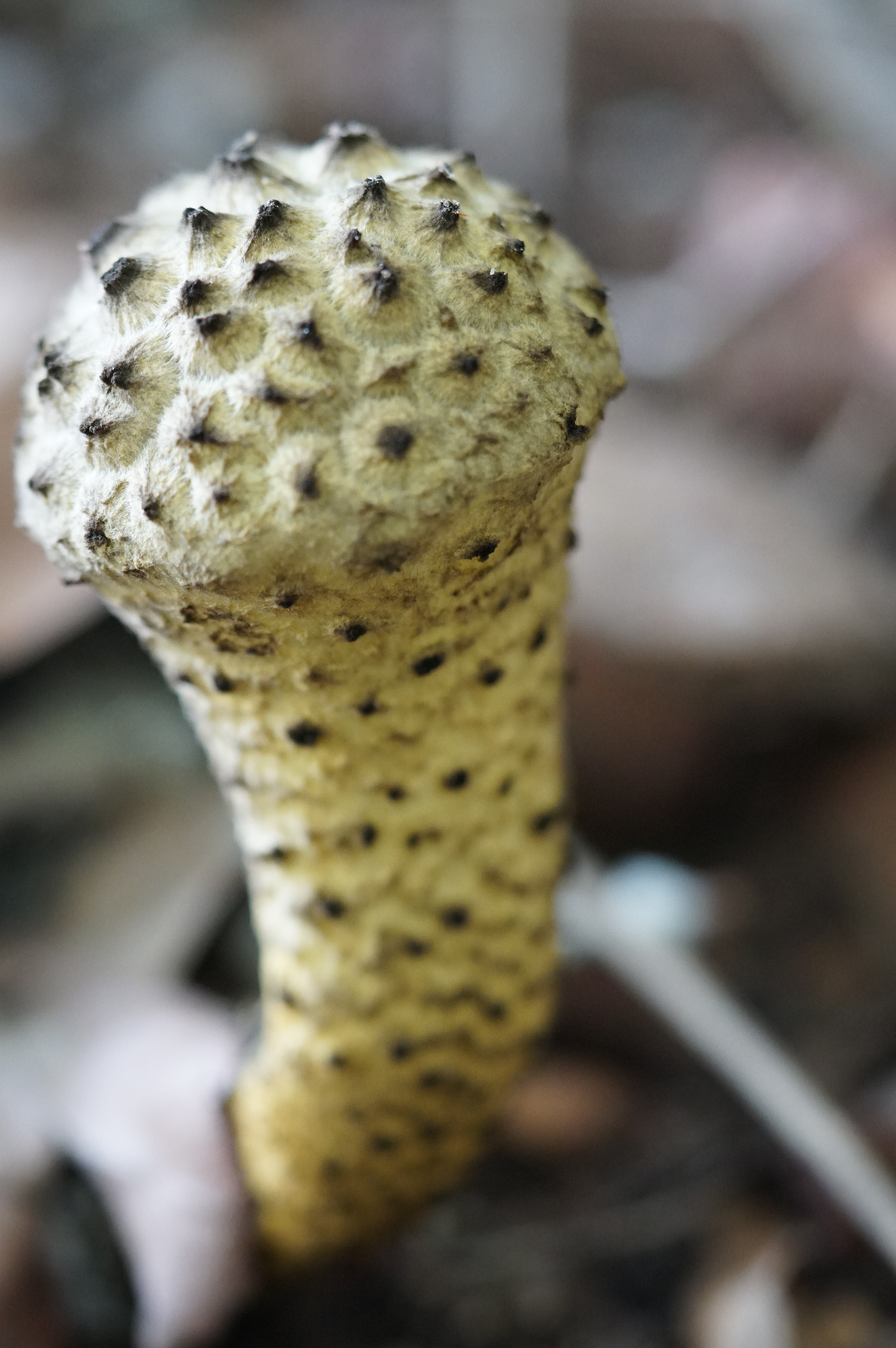
Un jeune spécimen.

L'espèce est décrite pour la première fois en 1964 par le mycologue belge Paul Heinemann sous le nom de Strobilomyces luteolus. Elle est transférée dans le genre Afroboletus à sa création en 1981. Le champignon est appelé Kyula boya en luba du Katanga (République démocratique du Congo).

## Description
Le chapeau est peu charnu, hémisphérique, devenant convexe et spongieux avec l'âge. Il mesure entre 4 et 5 cm de diamètre et sa surface est d'abord brun-noir, puis jaunâtre et ornée de flocons polygonaux saillants jaunes-blanchâtres qui noircissent au sommet. Les tubes sont adnés ; ils sont blanchâtres chez les jeunes spécimens, puis deviennent gris et finalement noirs à la coupe. Le stipe est élancé, parfois légèrement courbé, entièrement réticulé de noir (à la base) et de jaunâtre (au sommet) sur fond gris-brunâtre. Il est muni d'un anneau délicat, de couleur jaune clair, et couvert des mêmes flocons que le chapeau. La chair est spongieuse et blanche dans le chapeau, ferme et brunâtre dans le pied. Elle devient rapidement brun rougeâtre à maturité ou à la coupe. Sa saveur est douce et son odeur fongique. La sporée est brun-noir.

## Écologie et distribution

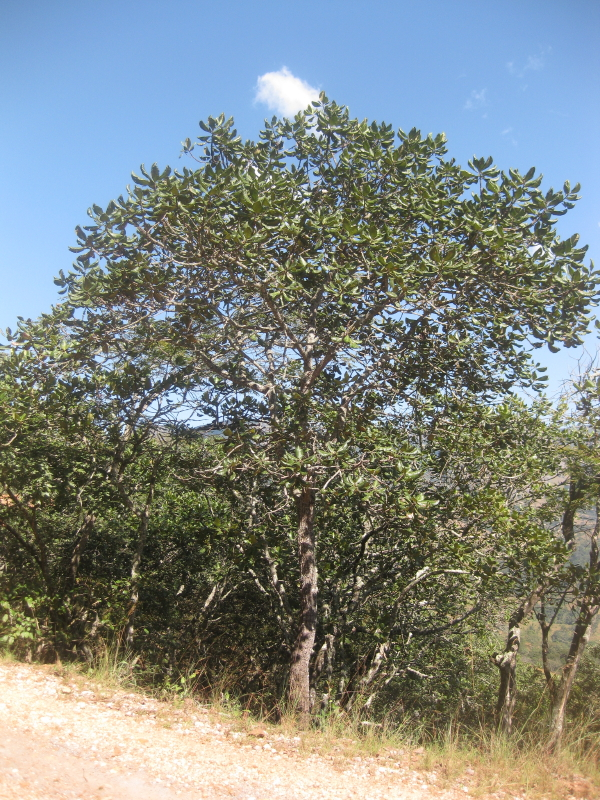
' (ici au Mozambique) est l'un des arbres au pied duquel on peut rencontrer le champignon.

Afroboletus luteolus est un champignon exclusivement africain, qui a été signalé au Bénin et au Togo, ainsi qu'au Burundi, en République démocratique du Congo, au Malawi, en Tanzanie et en Zambie.
C'est une espèce ectomycorrhizienne, souvent associée aux plantes du genre Uapaca, qui pousse dans la forêt claire et le miombo d'Afrique tropicale. Elle fructifie durant toute la saison pluvieuse et abonde en décembre et janvier.

## Comestibilité

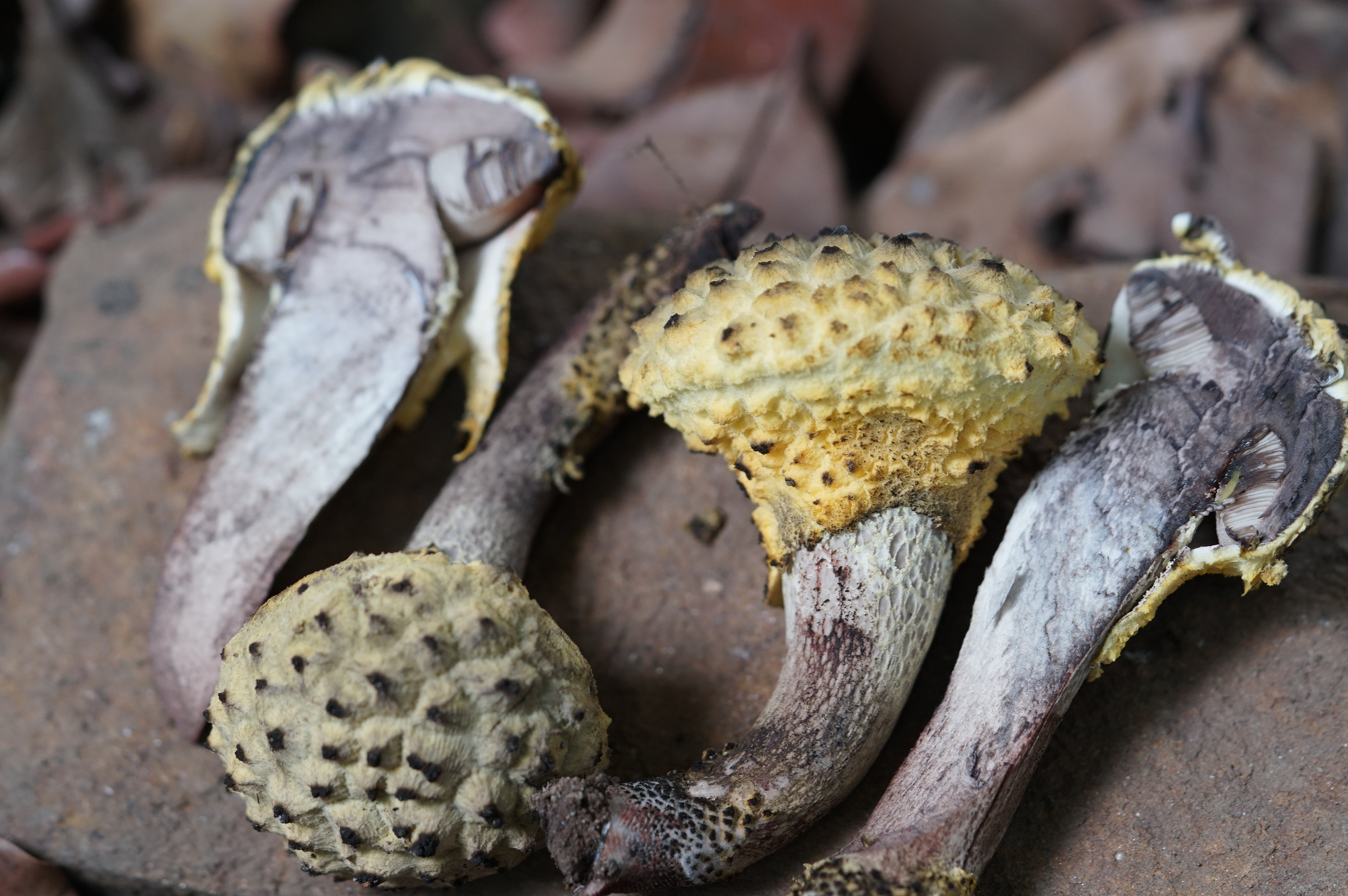
Vue en coupe.

Afroboletus luteolus est un champignon comestible, dont la consommation est attestée au Burundi, au Malawi, au Mozambique, en Tanzanie, ainsi qu'à Madagascar. En Zambie, l'espèce est considérée à tort (?) comme toxique.